# Мистер Долар (филм из 1989)
Мистер Долар је југословенска телевизијска драма из 1989. године. Режирао ју је Слободан Радовић према истоименом делу Бранислава Нушића.

## Улоге
| Глумац                     | Улога                                  |
| -------------------------- | -------------------------------------- |
| Властимир Ђуза Стојиљковић | Господин Матковић                      |
| Миленко Павлов             | Јован Тодоровић „Жан“, келнер          |
| Весна Чипчић               | Маришка, вереница Жанова               |
| Жарко Радић                | редактор листа „Омега“                 |
| Даница Максимовић          | госпођица Нина                         |
| Иван Бекјарев              | господин председник клуба              |
| Ружица Сокић               | госпођа саветниковица са репутацијом   |
| Мирослав Бијелић           | господин саветник без репутације       |
| Александар Хрњаковић       | послератни господин                    |
| Душан Голумбовски          | господин без скрупула                  |
| Оливера Марковић           | пословна жена                          |
| Раде Марјановић            | господин који очекује наследство       |
| Александра Николић         | Ела, кћи председника клуба             |
| Миња Стевовић              | госпођица са сатом на подвезици        |
| Јелица Сретеновић          | дама која је летела 3200 метара висине |
| Србољуб Милин              | господин из угледне породице           |
| Злата Петковић             | госпођа модел Пату                     |
| Предраг Тасовац            | професор                               |
| Мирослав Петровић          | Милорад, господин са добрим везама     |
| Мелита Бихали              | госпођа о којој се много шапуће        |
| Богољуб Петровић           | председник певачког друштва Ехо        |
| Даница Максимовић          | Госпођица Нина                         |
| Зоран Бабић                | новинар 1                              |
| Ђорђе Јовановић            | новинар 2                              |
| Милан Ђорђевић             | новинар 3                              |
| Љубомир Ћипранић           | фотограф 1                             |
| Миња Војводић              | фотограф 2                             |
| Бранислав Дамњановић       | одборник                               |
| Раде Павелкић              | послужитељ код Матковића               |